# Lipinia venemai
Lipinia venemai là một loài thằn lằn trong họ Scincidae. Loài này được Brongersma mô tả khoa học đầu tiên năm 1953.